# Сіма Юріко
Сіма Юріко (яп. 島 由理子; нар. Японія) — японська футболістка, виступала в збірній Японії.

## Кар'єра в збірній
У червні 1981 року Сіма була викликана до збірної Японії для участі в жіночому чемпіонаті АФК 1981. Дебютувала на цьому турнірі 7 червня в поєдинку проти Тайваню. Ця гра стала першим міжнародним матчем для жіночої збірної Японії. У 1981 році Юріко зіграла 4 матчі за збірну, у тому числі й на вище вказаному турнірі.

## Статистика виступів у збірній
| жіноча національна збірна Японії | жіноча національна збірна Японії | жіноча національна збірна Японії |
| Рік                              | Матчі                            | Голи                             |
| -------------------------------- | -------------------------------- | -------------------------------- |
| 1981                             | 4                                | 0                                |
| Загалом                          | 4                                | 0                                |